# Mózsi Ferenc János
Mózsi Ferenc (Születési neve: Vystup Ferenc, Budapest, 1947. január 4. – Budapest, 2007. november 6.) magyar író, költő, a Szivárvány című folyóirat alapítója és szerkesztője. „Szivárványos ember”-nek is nevezik.

## Élete
Mózsi Ferenc Mózsi Sándor és Tóth Mária gyermekeként született. 1967-ben Budapesten érettségizett. 1967–1970 között fizikai munkásként élt, volt fakitermelő, tanácsi alkalmazott. 1970 nyarán Nyugatra távozott. Világot akart látni, de engedélyt csak Jugoszláviáig kapott, így úszva menekült át Olaszországba.
1970-től Belgiumban élt, 1971–1974 között a Leuveni Katolikus Egyetemen a szlavisztika szakon szláv filológiát tanult. Itt ismerkedett össze Soós Jóska sámánfestővel, ő indította el az alkotás irányába.
1974-től az USA-ban, San Franciscóban, Los Angelesben, New Yorkban élt, majd 1978-tól Chicagóban, ahol a Sebők Utazási Iroda és 1982-től 1995 nyaráig működő FRAMO Kiadó tulajdonosa volt. 1978–1980 között a Városi Egyetem hallgatója volt.[forrás?] 1980-ban ugyanitt megalapította a Szivárvány című irodalmi, művészeti és kritikai szemlét, melynek kiadója és szerkesztője volt. Először Kontra Györggyel, majd Horváth Elemérrel, a 12. számtól kezdődően pedig egyedül szerkesztette. Illetve kiadója volt az Aczél-éra alatt tiltott irodalomnak számító könyvek – körülbelül 30 kötetet – szerkesztését, megjelentetését és finanszírozását felvállaló Szivárvány könyvek sorozatnak is. A folyóirat 1992–1998 között Budapesten jelent meg. Mózsi Ferenc Chikagóból irányította Zalán Tibor társszerkesztővel, 1993-tól M-Szivárvány (Magyar Szivárvány) címmel, mely már egy sajátos külföldi hangvételű, nyugati jellegű, negyedéves rendszerességgel megjelenő, magas színvonalú lap volt. Folyóirat-bemutatókat tartott, 1990–1995 között pedig évente irodalmi találkozót is szervezett Csobánkán, "Szivárvány-találkozó" címmel.
Első versei az emigrációban jelentek meg, a többi között az Új Látóhatárban, a Katolikus Szemlében, a Nemzetőrben, az Irodalmi Újságban és amerikai magyar lapokban. Rövid prózai írásokat és kritikákat is publikált. Verseit többször is megzenésítették: 1992-ben A Remény epileptikája kötetéhez szerzett komputeres zenét egy barátja, amit a kaposvári tanárképző főiskolán be is mutattak; Tóth János Rudolf, a Hobo Blues Band egykori zeneszerző-gitárosa pedig előbb 1996-ban az Imák és mantrák című Hobo-lemezen, majd 2007-ben egy saját formációt létrehozva ToMoSound (vezetékneveik kezdőbetűiből megalkotott) néven.
1989. március elején az MDF országos gyűlésén ő is felszólalt Jakabffy Ernő és Luka László mellett.
1974-től a Lengyel-Magyar Világszövetség, 1978-tól a Chicagói Eszperantó Társaság, 1984-től a World Academy of Arts and Culture, 1991-től pedig a Magyar Írószövetség tagja volt.
2005-ben, nyugdíjasként költözött haza. 2007. november 6-án, Budapesten rákbetegségben hunyt el. Utolsó versét kórházi ágyán írta.

## Művei
- A képzelet kertjeiben (Los Angeles, 1974)
- Földközelben (New York, 1977)
- Idegkötélen (Chicago, 1980)
- Szénaillat száll (Chicago, 1980, 1982)
- Versvisszafojtva (válogatott versek, Chicago, 1985)
- Imantra (kétnyelvű: angol-magyar, Chicago-Toronto, 1989, fordító: Kolumbán Miklós,[6] majd Budapest, 1994: in memoriam Abhay Narayan (1954-1993)[6])
- A remény epileptikája (Chicago-Budapest, 1992)[m 1]
- 21 vers: Mózsi Ferenc (Budapest, 1992)[8]
- Maxiómák. Versek az amerikai költő és filozófus, Ralph Waldo Emerson (1803-1882) idézetei alapján; Belvárosi, Bp., 1994[m 2]
- B-irodalmam: 50 válogatott vers / My POEMpire / Mi uniVERSO (kétnyelvű: angol-magyar, Chicago-Budapest, 1997; angol-spanyol, Budapest 2001; fordítók: Hargitai Péter és Alfredo Leiseca(wd))
- mErénylet… (Chicago-Budapest, 1995)
- Mó-tao 365 (Budapest, 1999)
- Énekem éneke 47: Versek / My song of songs 47: Poems (kétnyelvű: angol-magyar, Budapest-Marosvásárhely 2001, fordító: Hargitai Péter)
- Kitalált Lét / Inventing Being (kétnyelvű: angol-magyar, 2004, fordító: Hargitai Péter)

## Elismerései
- Tiszteletbeli doktor cím - Költők Világkongresszusa (1984, Marrakes)